# Boucles catalanes
Les Boucles catalanes sont une course cycliste française disputée sur une journée près de Saint-Estève, dans le département des Pyrénées-Orientales, en France. Elle fait partie d'une série courses organisées par Courses au Soleil.
L'épreuve disparaît en 2015, ainsi que l'ensemble des épreuves de l'organisation.

## Palmarès
| Année | Vainqueur              | Deuxième            | Troisième                |
| ----- | ---------------------- | ------------------- | ------------------------ |
| 1980  | Christian Gibelin      | Christian Fluxa     | Patrick Pagès            |
| 1981  | Patrick Sarniguet      | Gérard Mercadié     | Dino Bertolo             |
| 1982  | Bernard Pineau         | Michel Duffour      | Christian Chaubet        |
| 1983  | Gérard Mercadié        | Christian Chaubet   | Daniel Amardeilh         |
| 1984  | Frédéric Moreau        | Serge Polloni       | Roger Spiteri            |
| 1985  | Jean-Jacques Philipp   | Luc Février         | Jean-Luc Garnier         |
| 1986  | Thierry Casas          | Éric Chanton        | Gilles Sanders           |
| 1987  | Jean-François Laffillé | Claude Carlin       | Éric Bonnet              |
| 1988  | Jean-François Laffillé | Jean-Paul Garde     | Philippe Duhamel         |
| 1989  | Denis Leproux          | Laurent Pillon      | Loïc Le Flohic           |
| 1990  | Jean-Louis Harel       | Francisque Teyssier | Patrick Vallet           |
| 1991  | Jean-François Laffillé | Michel Lafis        | Thierry Dupuy            |
| 1992  | Bruno Thibout          | Laurent Roux        | Lars Michaelsen          |
| 1993  | Raphaël Martinez       | Régis Simon         | Jean-François Laffillé   |
| 1994  | Jean-François Laffillé | David Orcel         | Gilles Maignan           |
| 1995  | José Lamy              | Pascal Giguet       | Jérôme Gannat            |
| 1996  | Jérôme Laveur-Pedoux   | Frédéric Delalande  | Didier Sanlaville        |
| 1997  | Jérôme Bernard         | Mickaël Boulet      | Jérôme Laveur-Pedoux     |
| 1998  | Frédéric Finot         | Andy Flickinger     | Pierre Painaud           |
| 1999  | Jean-Charles Martin    | Régis Balandraud    | Josep Guillem            |
| 2000  | Sébastian Guérard      | Éric Leblacher      | Jérémie Dérangère        |
| 2001  | Jérôme Gannat          | Carlo Ménéghetti    | John Nilsson             |
| 2002  | John Nilsson           | Philippe Gilbert    | Jérôme Riglet            |
| 2003  | Samuel Rouyer          | Yann Pivois         | Manuele Spadi            |
| 2004  | Samuel Rouyer          | Alexandre Cabrera   | Jérémie Dérangère        |
| 2005  | Rémi Pauriol           | Loïc Herbreteau     | Jonathan Tiernan-Locke   |
| 2006  | Loïc Herbreteau        | Thomas Boutellier   | Thomas Lebas             |
| 2007  | Alexandre Blain        | Sébastien Turgot    | Thomas Boutellier        |
| 2008  | Evaldas Šiškevičius    | Fabien Fraissignes  | Mathieu Simon            |
| 2009  | Jérôme Cousin          | Mathieu Delarozière | Thomas Bouteille         |
| 2010  | Ramūnas Navardauskas   | Jérôme Cousin       | Pim Ligthart             |
| 2011, | Arnaud Démare          | Joel Pearson        | Julien Gonnet            |
| 2012, | Romain Guillemois      | Bryan Coquard       | Pierre-Henri Lecuisinier |
| 2013, | Thomas Bouteille       | Guillaume Thévenot  | Thomas Girard            |
| 2014, | Lorrenzo Manzin        | Loïc Chetout        | Quentin Pacher           |